# العقد (فلم)
العقد (بالإنجليزية: The Contract) فيلم إصدار عام 2006
الفيلم بتقييم 5.7 في IMDB ومن بطولة Morgan Freeman وJohn Cusack

## قصة الفيلم
قصة الفيلم عن قاتل مأجور في مهمة لقتل الملياردير "هاموند"
لكن أثناء المهمة يتعرض القاتل لحادث سيارة يجعله بأيدي الـ FBI.

## فريق العمل
- Morgan Freeman بدور Major Frank Carden
- John Cusack بدور Ray Keene
- Jamie Anderson بدور Chris Keene
- Alice Krige بدور Agent Gwen Miles

## روابط خارجية
- مقالات تستعمل روابط فنية بلا صلة مع ويكي بيانات